# Острівні дубові насадження (заповідне урочище)
Острівні́ дубо́ві наса́дження — лісове заповідне урочище в Україні. Розташоване в межах Сарненського району Рівненської області, на захід від села Олександрівка. 
Площа 5 га. Статус присвоєно згідно з рішенням Рівненського облвиконкому від 22.11.1983 року № 343 (зі змінами рішення облвиконкому № 98 від 18.06.1991 року). Перебуває у віданні ДП «Рокитнівський лісгосп» (Масевицьке л-во, кв. 49, вид. 45). 
Статус присвоєно для збереження частини лісового масиву з цінними насадженнями дуба.